# کنارک پایین
کنارک پایین، روستایی است از توابع بخش گندمان شهرستان بروجن در استان چهارمحال و بختیاری ایران.

## جمعیت
این روستا در دهستان گندمان قرار داشته/. براساس آخرین سرشماری مرکز آمار ایران که در سال ۱۳۸۵ صورت گرفته، جمعیت آن ۳۸۲ نفر (۸۱خانوار) بوده‌است.مردم 
این روستا از طایفه زراسوند(تیره اورگونی) میباشند و به زبان لری بختیاری صحبت میکنند. درگاه ملی آمار ایران</ref>